# Tore Gjelsvik
Tore Gjelsvik, född 7 september 1916 i Bodø, död 23 januari 2006 i Bærum, var en norsk geolog, forskare och direktör för Norsk Polarinstitutt. Under andra världskriget spelade han en central roll i den norska motståndsrörelsen.

## Biografi
Gjelsvik blev utbildad kand.real vid Oslos universitet och blev år 1953 dr.filos.
Under Operation Weserübung år 1940 deltog han vid striderna i Østfold. Gjelsvik var bland de första som började att organisera motståndsgrupper och i oktober samma år organiserade han förbindelsen mellan den första större motståndargruppen, R-gruppen i Oslo, och dess kontakter landet runt. Han blev central i Sivorg och hade kontakter med Milorg och XU. År 1943 blev han medlem i Koordinasjonskomiteen (KK) och senare ledare för KK:s sekreteriat. Under andra världskriget arbetade han med att säkra och återställa kontaktnätverken mellan olika motståndargrupper. Han var också central i kampen mot Arbeidstjensten. Hösten 1944 var han en av de fyra kvarvarande medlemmarna av KK.
I januari 1945 blev han nästan gripen av norsk polis, men hann precis över den svenska gränsen. Snart var han tillbaka i Norge igen och deltog med Alf Sanengen från KK i Hjemmefrontens Ledelse (HL). Han ledde senare även HL:s sekreteriat.
Han arbetade som geologisk konsulent mellan åren 1945 och 1952 samt som statsgeolog 1952 till 1959. Under samma period arbetade han även för FN. Från år 1960 fram till sin pensionering år 1983 var han direktör för Norsk Polarinstitutt och hade en central roll vid uppbyggnaden av Norsk hjemmefrontsmuseum. Han satt även i museets ledning från 1962 tills den norska staten tog över verksamheten år 1995.